# Кронпринц Вильгельм (лайнер)
Кронпринц Вильгельм (нем. SS Kronprinz Wilhelm) — немецкий трансатлантический и пассажирский лайнер, принадлежащей судоходной компании Norddeutscher Lloyd. Лайнер назван в честь Вильгельма Прусского, кронпринца Германской Империи. Лайнер был систершипом таких кораблей как: «Кайзер Вильгельм дер Гроссе» (головное судно), «Кайзер Вильгельм II» и «Кронпринцессин Цецилия». У лайнера была насыщенная карьера, начинающая с пассажирского лайнера с мировым рекордом, затем в 1914—1915 годах корабль стал вспомогательным военным судном Имперского флота Германии, в течение года он ходил в качестве торгового рейдера, а затем был интернирован в Соединённых Штатах, когда у него закончились припасы. Когда США вступили в Первую Мировую войну, лайнер был захвачен и служил в качестве военного транспорта ВМС Соединённых Штатов, пока корабль не списали и не передали в Управление судоходства Соединённых Штатов, где лайнер оставался в эксплуатации до тех пор, пока его не списали в 1923 году.